# Monti Virunga
I Monti Virunga sono una catena di vulcani situata nell'Africa orientale ma, lungo il confine settentrionale del Ruanda con la Repubblica Democratica del Congo e l'Uganda. La catena montuosa fa parte del Rift Albertino, parte a sua volta della Grande Rift Valley, ed è situata tra il lago Edoardo e il lago Kivu.

## Caratteristiche

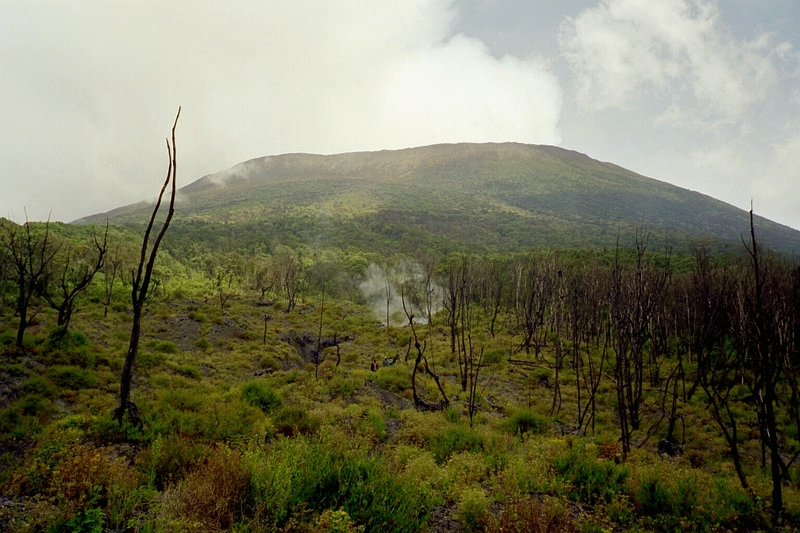
il Monte Nyiragongo

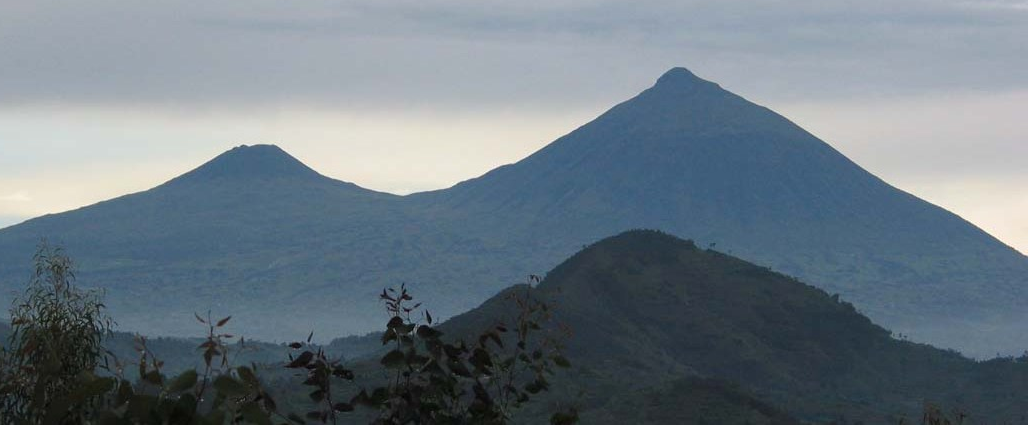
Gahinga (sinistra) e Muhabura (destra)

La catena montuosa è costituita da otto grandi vulcani, la maggior parte dei quali in fase di quiescenza, ad eccezione del Nyiragongo (3.462 m) e del Nyamuragira (3.063 m) nella Repubblica Democratica del Congo. L'eruzione più recente risale al 2006. Il Karisimbi (4.507 m) è il più alto vulcano della catena.
Lungo questa catena montuosa trovano riparo i gorilla di montagna, inseriti nella lista rossa IUCN delle specie minacciate di estinzione a causa della perdita di habitat, bracconaggio, malattie e guerre. Il Karisoke Research Center, fondata da Dian Fossey per osservare i gorilla nel loro habitat originario, è situato tra il monte Bisoke e il monte Karisimbi.

## Le principali vette dei Virunga
- Karisimbi, Ruanda / RDC (4.507 m)
- Mikeno, RDC (4.437 m)
- Muhabura, Ruanda / Uganda (4.127 m)
- Bisoke, Ruanda / RDC (3.711 m)
- Sabyinyo, Ruanda / Uganda (3.674 m)
- Gahinga, Ruanda / Uganda (3.474 m)
- Nyiragongo, RDC (3.470 m)
- Nyamuragira, RDC (3.058 m)